# Oxyruncidae
Oxyruncidae is een familie van schreeuwvogels die is afgesplitst van de familie Tityridae op grond van in 2009 gepubliceerd fylogenetisch onderzoek.
Het enige geslacht is Oxyruncus (scherpsnavels), een monotypisch geslacht van zangvogels van deze familie. De enige soort is Oxyruncus cristatus, de scherpsnavel.